# Jackass: Bad Grandpa
Jackass: Bad Grandpa (originaltitel: Jackass Presents: Bad Grandpa) är en amerikansk komedifilm från 2013. Med stor likhet till Jackass-serien utförs det galenskaper och stunts som filmas med dolda kameror för att få verkliga reaktioner från statisterna. Skillnaden är att allt sätts ihop till en spelfilm med handling. Den regisserades av Jeff Tremaine och Johnny Knoxville spelar huvudrollen som Bad Grandpa, en roll som även har förekommit i Jackass-filmerna.
Vid Oscarsgalan 2014 blev filmen nominerad till en Oscar för bästa smink men vann inte.

## Handling
Den 86-årige Irving Zismans hustru har gått bort, till hans stora lycka. Vid begravningen dyker hans dotter Kimmie upp med Irvings 8-åriga barnbarn Billy. Kimmie ska tillbaka till fängelse för att ha brutit mot sin villkorliga frigivning och hon vill att Irving ska ta Billy till hans far tills hon kommer ut igen. Irving går motvilligt med på att köra Billy till hans far i Raleigh, North Carolina. Resan blir såklart en otrolig galen resa då båda ställer till med ofattbara galenskaper som chockar alla som passerar förbi dem.

## Rollista (urval)
| Johnny Knoxville | – Irving Zisman |
| Jackson Nicoll   | – Billy         |
| Greg Harris      | – Chuck         |
| Georgina Cates   | – Kimmie        |
| Spike Jonze      | – Gloria        |
| Catherine Keener | – Ellie         |